# Prelude (Kurzfilm)
Prelude ist ein US-amerikanischer Kurzfilm von John Astin aus dem Jahr 1968, der für einen Oscar nominiert war.

## Inhalt
Ein Fernsehtechniker sucht zusammen mit einer Frau und seinen chaotischen Kindern einen Supermarkt auf. Während seine Familie einkauft, fällt der Blick des Mannes auf eine sehr hübsche junge Frau und er beginnt, seinen Träumen nachzuhängen. Als er wieder in der Wirklichkeit ankommt, ist ihm bewusst, dass Träume in der Regel halt auch nur Träume bleiben. Aber gleichzeitig weiß er auch, wie wichtig ihm das ist, was er hat.

## Produktionsnotizen
Produziert wurde der Film von der Prelude Company, vertrieben von der Excelsior Distributing Company.

## Auszeichnung
Auf der Oscarverleihung 1969 war John Astin mit dem Film für einen Oscar in der Kategorie „Bester Kurzfilm“ nominiert, der jedoch an Charles Guggenheim und seine Hommage an Robert F. Kennedy mit dem Titel Robert Kennedy Remembered ging.